# 阿什福德 (康乃狄克州)
阿什福德（英語：Ashford）是一個位於美國康乃狄克州溫德姆縣的城鎮。

## 地理
阿什福德的座標為41°53′00″N 72°10′00″W / 41.88333°N 72.16667°W，而該地的平均海拔高度為213米（即699英尺）。

## 人口
根據2010年美國人口普查的數據，阿什福德的面積為102.30平方千米，當中陸地面積為100.50平方千米，而水域面積為1.80平方千米。當地共有人口4416人，而人口密度為每平方千米43.17人。